# Takaltzáps
Takaltzáps är en ort i Mexiko.   Den ligger i kommunen Ixtepec och delstaten Puebla, i den sydöstra delen av landet, 170 km öster om huvudstaden Mexico City. Takaltzáps ligger 813 meter över havet och antalet invånare är 295.
Terrängen runt Takaltzáps är huvudsakligen kuperad, men åt sydost är den bergig. Runt Takaltzáps är det ganska glesbefolkat, med 43 invånare per kvadratkilometer. Närmaste större samhälle är Olintla, 7,5 km nordväst om Takaltzáps. I omgivningarna runt Takaltzáps växer huvudsakligen savannskog.